# Voices Music & Entertainment AS
Voices Music & Entertainment (VME) ist eines der größten Independent-Label und Musikvertriebe in Norwegen. Es wurde 1988 unter dem Namen Voices of Wonder in Oslo gegründet und verlegt heute alle Arten von Musik.

## Labelgeschichte
1988 wurde Voices of Wonder von Ketil Sveen und Dag Krosvold gegründet. Zunächst wurden nur norwegische Bands unter Vertrag genommen. Der Schwerpunkt lag in den härteren Musikstilen, insbesondere im Rock- und Metal-Bereich. In den frühen 1990er Jahren übernahm das Label den Exklusivvertrieb der Alben von Deathlike Silence Productions und machte sich so einen Namen im Black Metal. Daneben vermarkte es die Produkte der größeren, internationalen Independent-Label, wie Earache Records und Sub Pop in Norwegen.
1996 gelang es Voices of Wonder zusammen mit Tom Jensen als neuer Partner einen Zweig in Dänemark zu etablieren. Etwa um diese Zeit verlagerte sich der Fokus des Labels. Zu dem Rockbereich trat ein weiterer Bereich, der vor allem elektronische Musik und Dance umfasste.
Im Jahr 2000 gelang dem Label ein Joint Venture mit DJ Beat Records GmbH aus der Schweiz. Zu diesem Zweck wurde DJ Beat Records Scandinavia gegründet, ein Label, das Trance- und Dance-Musik vermarktet. Dieses gelangte 2004 zur Eigenständigkeit und arbeitet heute eng mit Aqualoop Records aus Deutschland zusammen.
2001 erfolgte die Umbenennung in Voices Music & Entertainment AS, AS ist die norwegische Abkürzung für Aktiengesellschaft. Voices of Wonder blieb als Name eines Unterlabels dennoch erhalten. Im gleichen Jahr wurde ein weiteres Label für den schwedischen Markt gegründet: Voices Music & Entertainment Sweden AB, welches aber 2003 wieder aufgelöst wurde. Seitdem existiert eine strategische Allianz mit Showtime Distribution AB.

## Finanzielle Situation
Das Label macht den meisten Umsatz in seinem Heimatland Norwegen. Ihr Marktanteil erreichte 2002 mit 4,3 % einen Höhepunkt mit der Ultimate Collection von The Kinks. Dies machte VME nicht nur zum größten Independent-Label des Landes, sie überholten sogar das Major-Label BMG in Norwegen. Heute liegt der Marktanteil bei etwa 6 %.
Das Label hat heute 17 Angestellte (davon sechs in Dänemark) und unterhält die eigenen Label Voices of Wonder Records, Beatservice, Euphonious, Head Not Found, Jester, Bad Afro und DJ Beat Records Scandinavia, die unterschiedliche Musikstile bedienen. Insgesamt erschienen etwas über 200 Veröffentlichungen. Die bestverkaufenden Künstler sind: Mayhem, The 3rd and the Mortal, Motorpsycho und Ulver.
Der Vertriebskatalog hat einen Bestand von etwa 12.000 Titeln.

## Kritik
Das Label wurde von mehreren bei ihm unter Vertrag stehenden Bands kritisiert. Die Band Enslaved, die eigentlich bei Deathlike Silence Productions unter Vertrag gestanden hatte, wechselte nach ihrem Debütalbum Vikingligr Veldi zu Osmose Productions und sprach sich gegen Voices of Wonder aus. Nach eigenen Aussagen wurde die US-amerikanische Band Hemlock um Tantiemen betrogen und schlechter behandelt, weil sie nicht aus Norwegen kam; das Label soll auch mit anderen Bands so umgegangen sein. Metalion stellte seine Arbeit am Label Head Not Found, bei dem die Band Hemlock damals unter Vertrag gewesen war, unter anderem wegen ständiger Probleme mit Voices of Wonder ein, das Label wurde ohne ihn weitergeführt. Sigurd „Satyr“ Wongraven von Satyricon und Moonfog Productions bezeichnete die Betreiber des Labels als Verräter. Varg Vikernes von Burzum behauptet, von Voices of Wonder um 20.000 norwegische Kronen betrogen worden zu sein; das Label hatte die Zusammenarbeit mit ihm beendet, weil er sich zum Nationalsozialismus bekannt hatte.